# Jalal Dabagh
Jalal Dabagh est né le 12 mai 1939 dans la ville de Silêmanî dans le sud du Kurdistan. Il est un homme politique et écrivain/journaliste kurde. 

## Biographie
Jalal Dabagh a toujours participé dans le mouvement de guérilla kurde (peshmergas), et il a écrit et traduit de nombreux ouvrages, entre autres la traduction kurde de Le Manifeste du Parti communiste,.